# Test di gravidanza
Il test di gravidanza serve per verificare con buona probabilità se una donna è incinta o meno.
I test immediati, quelli cioè acquistabili in farmacia o all'ipermercato, sono basati sull'individuazione della presenza della gonadotropina corionica nelle urine. La gonadotropina corionica, anche detta HCG, è una glicoproteina prodotta dalla placenta e composta da due parti, una detta alfa e una detta beta, che è quella rilevata nei test di gravidanza.
I test sono costituiti da uno stick di materiale plastico che al suo interno ha una striscia reattiva alla gonadotropina corionica. Per rilevare la presenza della gonadotropina è sufficiente esporre per pochi secondi lo stick al flusso di urina (di solito è consigliato farlo di mattina) e dopo pochi minuti, in caso positivo, sulla parte visibile della striscia reattiva compare una riga o altri simboli. In caso di negatività sulla parte visibile della striscia, compaiono due righe o altri simboli. 
I test immediati sono in grado di rilevare la presenza dell'HCG a partire da 8 giorni dopo la fecondazione della cellula uovo, solitamente vengono venduti in confezioni da due in modo da poter confermare l'esito dopo qualche giorno. Non sono infrequenti i casi di falsi negativi, talvolta la concentrazione di gonadotropina nelle prime settimane di gravidanza non è sufficiente per far reagire la striscia. I falsi positivi invece sono legati alla presenza di gonadotropina dovuta a stati patologici.
Nel tampone che viene esposto all'urina sono presenti anticorpi specifici per il β-HCG che essendo liberi di muoversi per capillarità seguono l'urina e salgono fino alle due strisce che inizialmente sono invisibili, la prima striscia è quella dove sono presenti anticorpi che sono anch'essi specifici per il β-HCG ma sono fissati al supporto (quindi sono confinati nella loro striscia), infine abbiamo una striscia di controllo dove sono presenti anticorpi specifici per l'Fc (frammento cristallizzabile) degli anticorpi che si trovano all'inizio (quelli che si muovono insieme all'urina perciò sono liberi di muoversi).
Se la striscia di controllo si colora significa che gli anticorpi specifici per il β-HCG trasportati dall'urina per capillarità hanno attraversato necessariamente la prima striscia; se la prima striscia è colorata vuol dire che era presente β-HCG nell'urina e verificando che si sia colorata anche la striscia di controllo possiamo accertare una gravidanza.
Invece se si colora solo l'ultima striscia il β-HCG non era presente e possiamo esserne certi (99,9%) poiché ben 2 serie di anticorpi contro l'HCG non hanno legato niente.
L'ultima striscia si colora poiché gli anticorpi che sono presenti riconoscono in modo specifico l'Fc degli anticorpi specifici per il β-HCG.
A volte può succedere che questa striscia non si colori; ciò significa che l'urina non è arrivata per capillarità all'ultima striscia quindi bisogna ripetere il test. Il test di gravidanza andrebbe comunque ripetuto un paio di giorni dopo per confermare l'esito del risultato.
Alcuni test introdotti sul mercato da poco (primi mesi del 2009) sono in grado di indicare anche quale settimana di gestazione si è raggiunta. Questi stessi test dichiarano di essere efficaci già qualche giorno prima la data presunta del ciclo mestruale.
In casi di esiti dubbi o qualora non sia certa la datazione della gravidanza viene di solito consigliato l'esame che rileva la concentrazione di β-HCG nel sangue.